# Huis Diepenheim

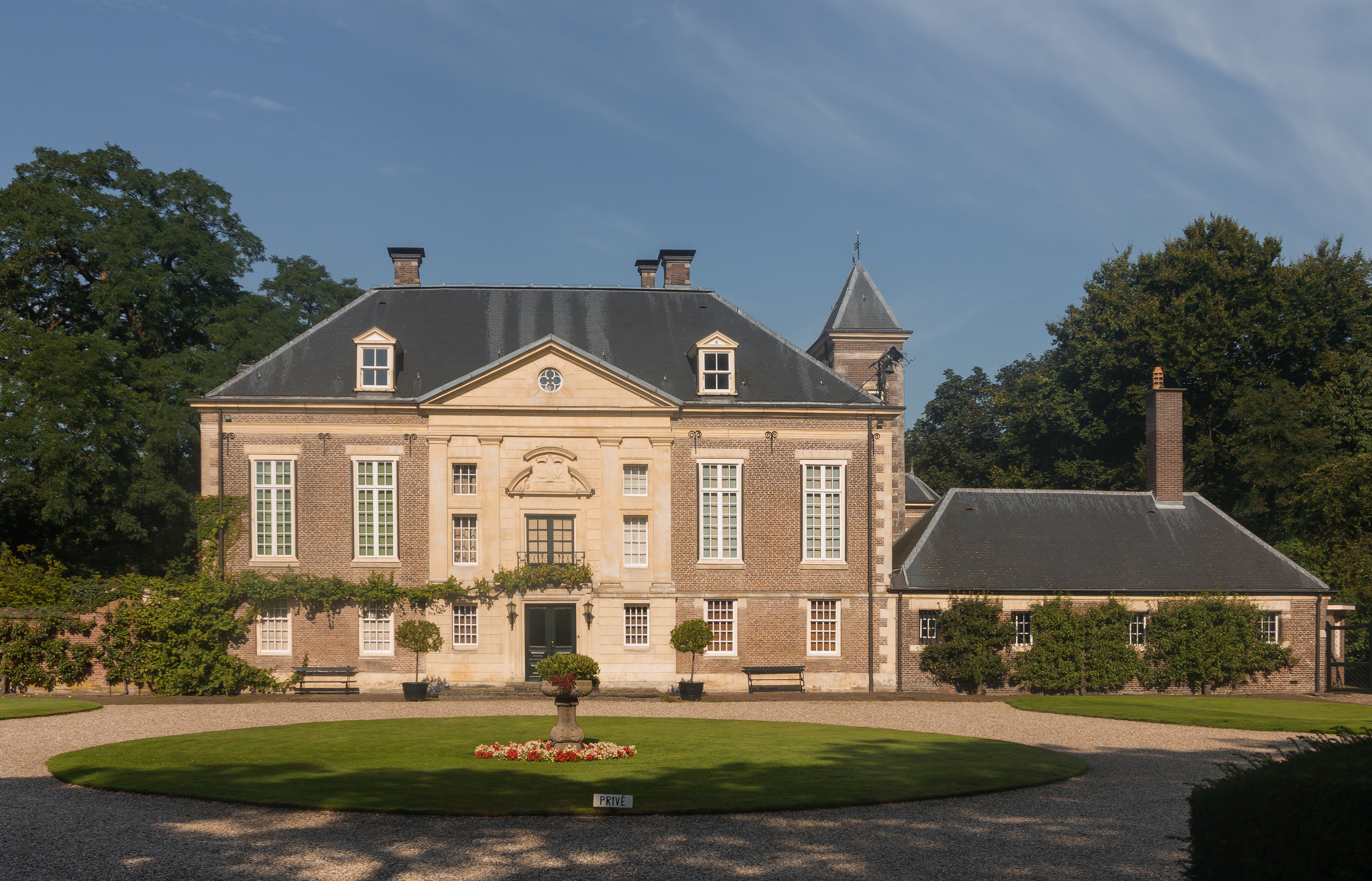
Huis Diepenheim

Huis Diepenheim (ook: Huize Diepenheim, archaïsch Huys too Diepenheim, Huis te Diepenheim) is een havezate vlak bij Diepenheim in de Nederlandse provincie Overijssel. Het is de oudste havezate van het stadje.
Het geslacht Diepenheim, eerste eigenaren van Huis Diepenheim in de heerlijkheid Diepenheim, wordt voor het eerst vermeld in 1105. De toenmalige heer van Diepenheim, Wolbertus, "hield hoff op syn Castrum benevens de Watermolen liggende".
Het huis wordt voor het eerst vermeld in 1177, toen de toenmalige burcht werd verwoest. In 1180 wordt een nieuw huis gebouwd. In 1331 wordt het eigendom van het huis toegedicht aan de bisschop van Utrecht, als bisschop Jan III van Diest de heerlijkheid koopt om geheel Twente in zijn bezit te krijgen. Dit betekende voor de bisschop een flinke investering, waarvoor hij zelfs geld moest lenen bij zijn grote vijand, de hertog van Gelre.
Het kasteel werd in 1504 belegerd ten tijde van de inval van de Geldersen in het Oversticht. In 1510 werd het na een nieuwe belegering veroverd door hertog Karel van Gelre. Dezelfde hertog veroverde het huis in 1524 opnieuw.
In 1536 veroverde Georg Schenck van Toutenburg als veldheer van keizer Karel V Huis Diepenheim, waardoor het in Bourgondische handen kwam. Bij deze belegering werd het huis zwaar beschadigd.

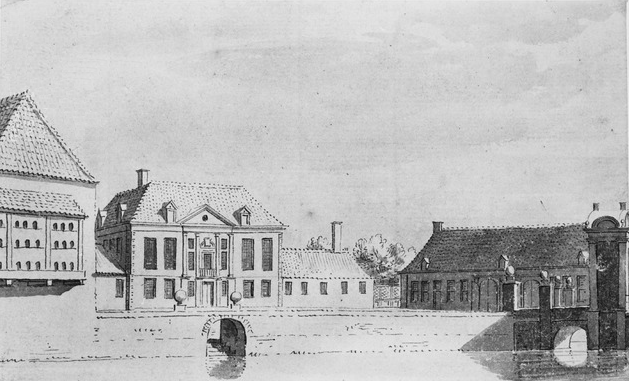
t Drosthuis te diepenhem (C. Pronk, 1732)

Huize Diepenheim kwam in 1637 in bezit van Hendrik Bentinck (1563-1639), drost van Salland. Na een gedeeltelijke sloop werd in 1648 door Bernard Bentinck (1597-1668) begonnen met de bouw van het huidige pand. Hierna werd het in de 17e en 18e eeuw meermaals gewijzigd. Ook in 1905 en 1928 vonden grootscheepse verbouwingen en restauraties plaats. In 1959 werd het dak van het hoofdgebouw vernieuwd. Het huis staat gebouwd tegen een terreinophoging, de Casteelbelt. Hierdoor ligt de voorzijde een verdieping lager dan het achterste gedeelte. Uit archeologisch onderzoek in 1960 kwam naar voren dat de oudste versterking op deze plek uit een brede ringwal heeft bestaan. In de 14e eeuw werd hier voor het eerst een stenen huis gebouwd. Voor de havezate staat een grote zandstenen poort. In de boog van deze poort bevinden zich een alliantiewapen van het geslacht Bentinck (zilveren ankerkruis) en van het geslacht Van Ittersum (drie ezelskoppen) en het jaartal 1685.
Huis Diepenheim bleef tot 1814 in het bezit van het geslacht Bentinck. In 1818 werd het aangekocht door Lodewijk Arent baron Sloet tot Warmelo (1786-1840) die op het huis overleed, net als zijn echtgenote Henriette Louise Quarles van Ufford (1779-1867) die na het overlijden van haar echtgenoot vrouwe van Diepenheim werd, wat ze bleef tot haar overlijden. Hierna veranderde het meerdere malen van eigenaar, totdat het in 1925 werd gekocht door de familie De Vos van Steenwijk. Het huis wordt thans nog steeds bewoond door de barones De Vos van Steenwijk.

## Afbeeldingen

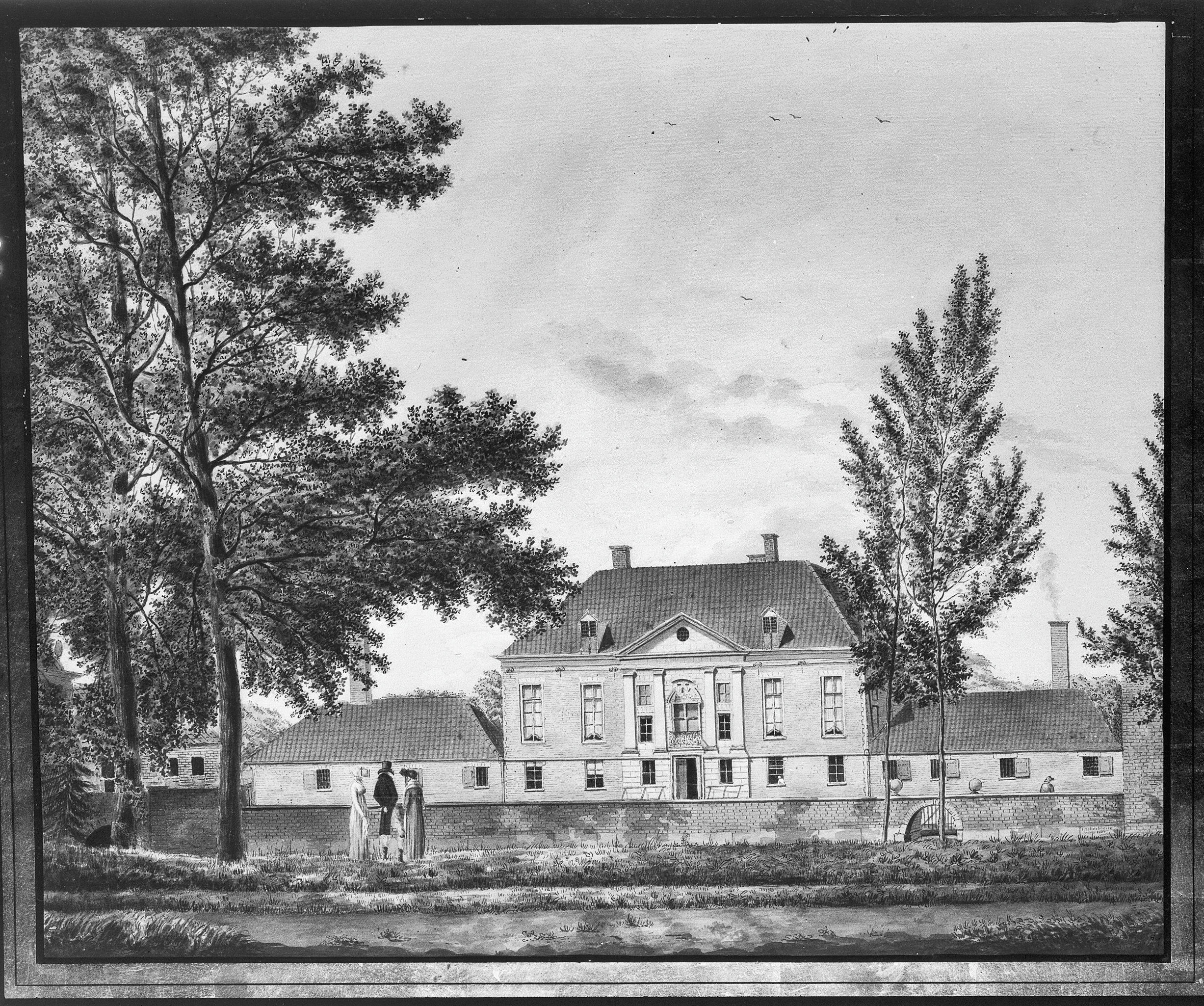
J. Schnebbelie, ca. 1800
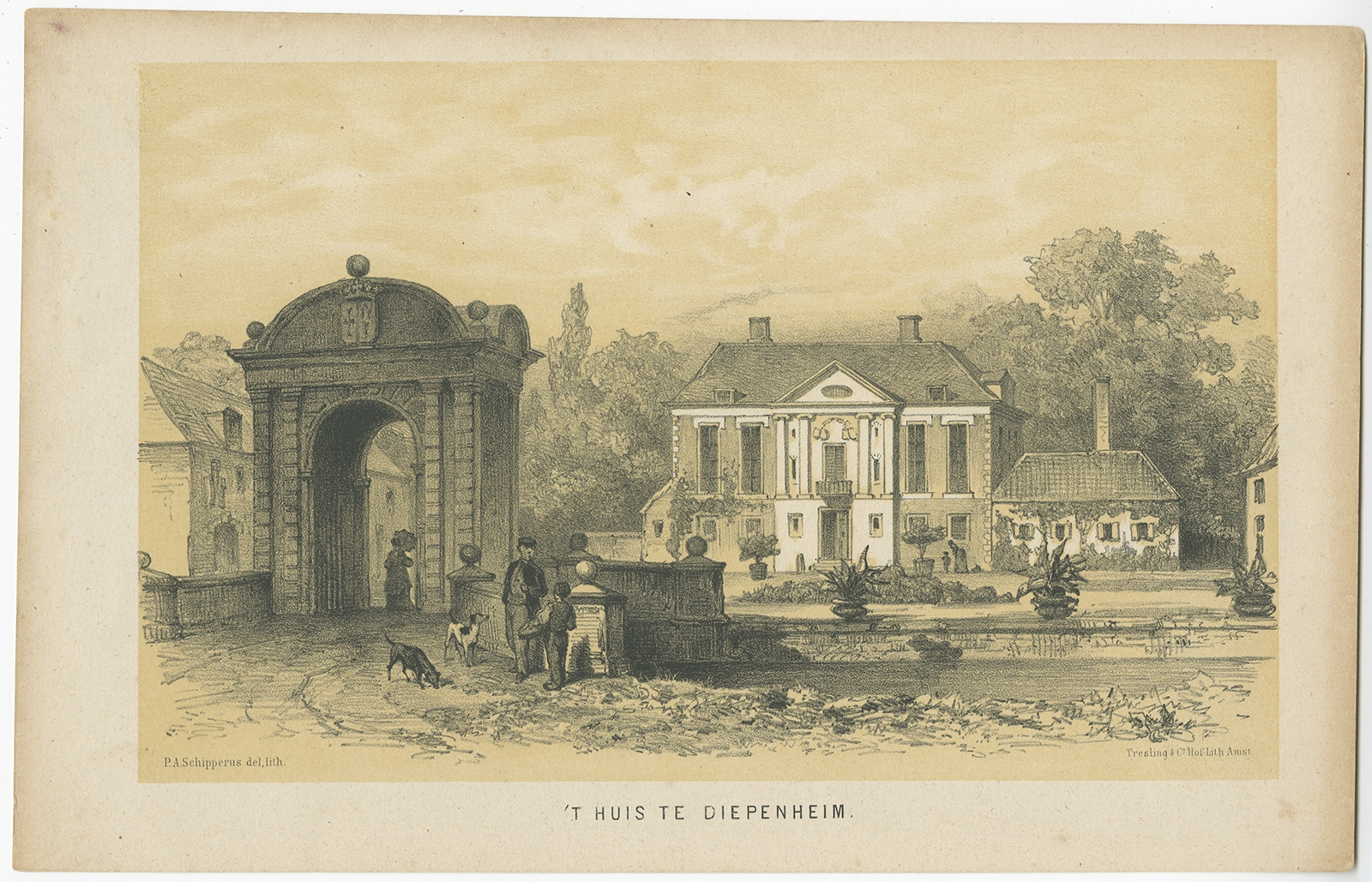
Piet Schipperus, ca. 1875
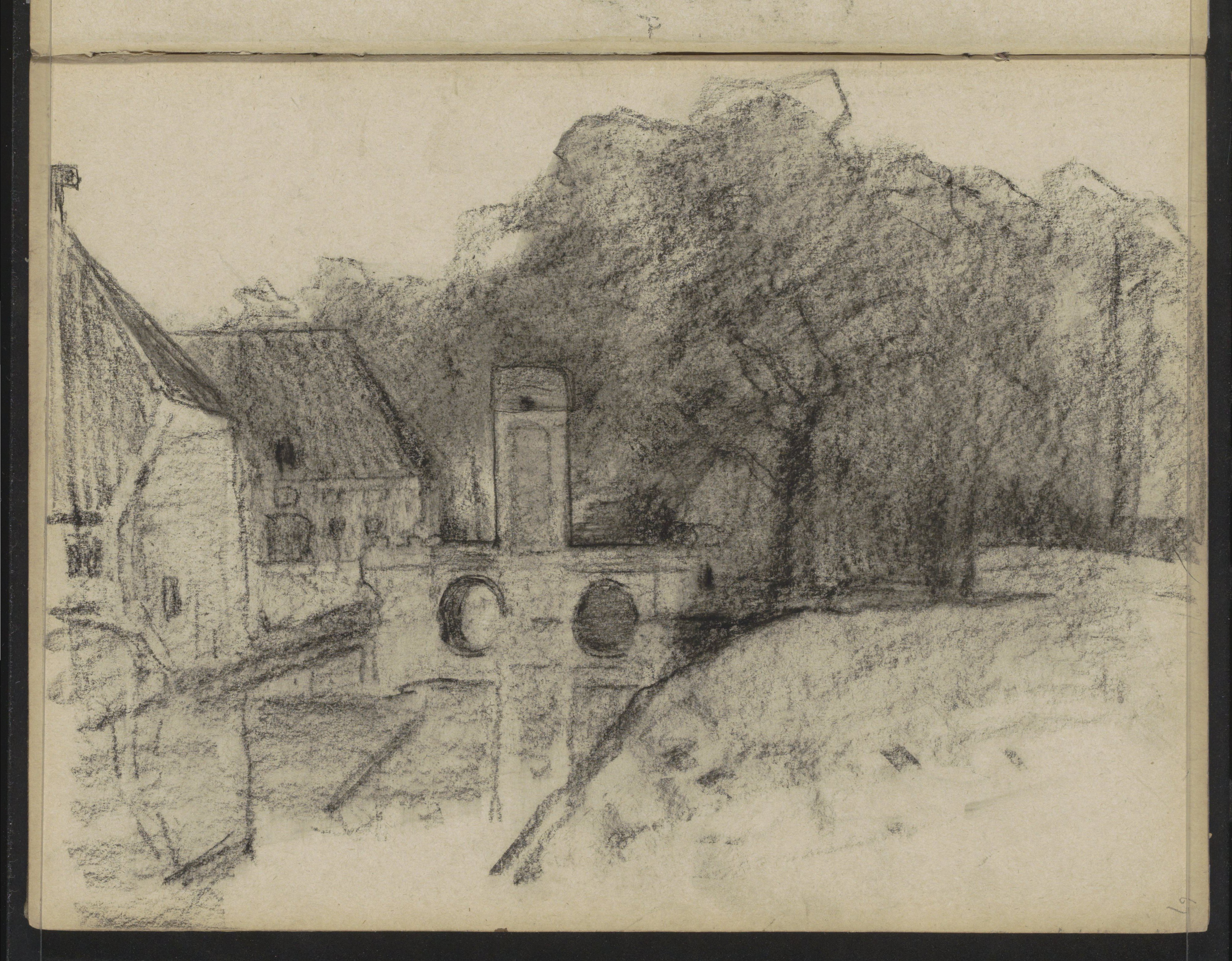
Willem Witsen, ca. 1887-1888
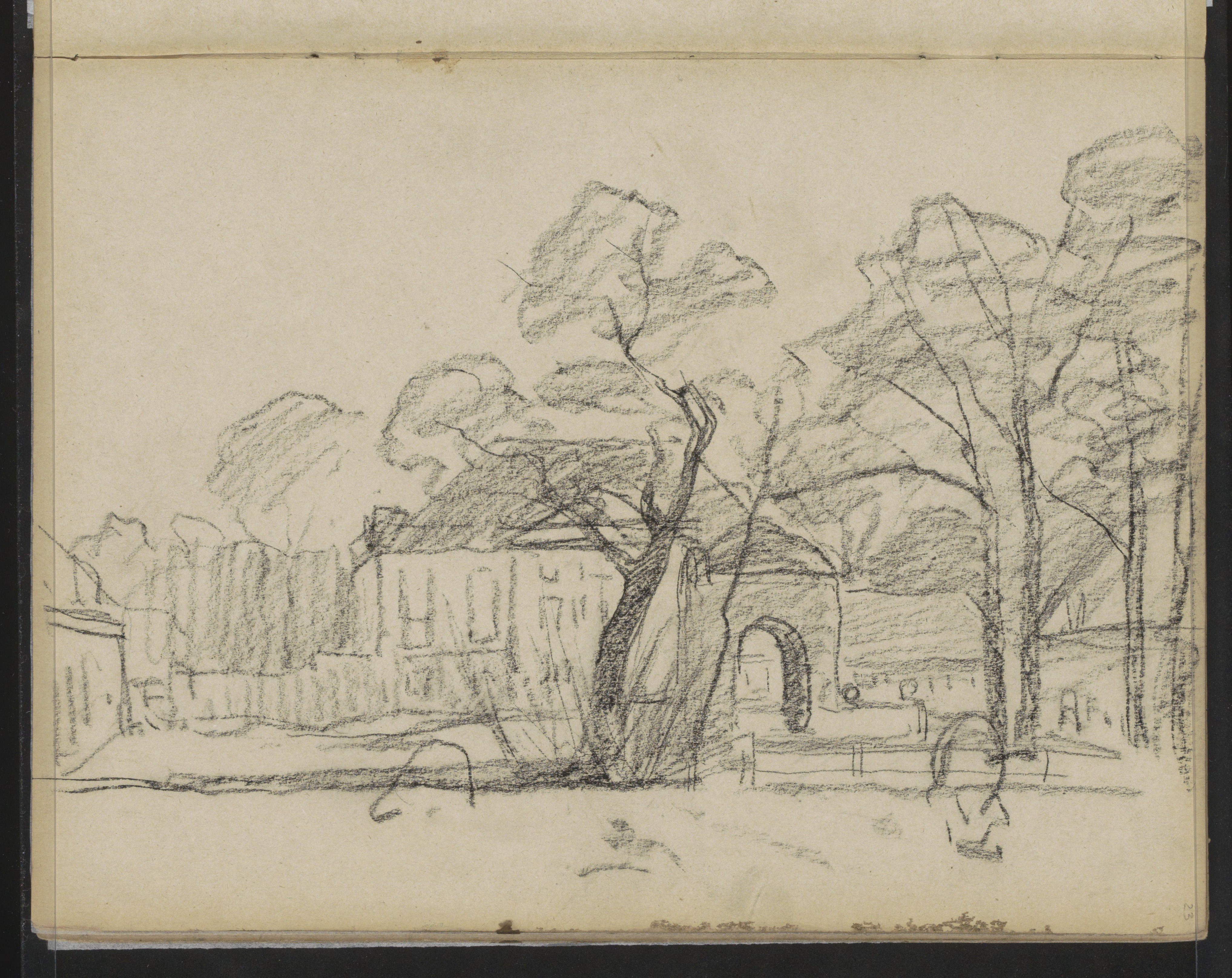
Willem Witsen, ca. 1887-1888

Huis Diepenheim · Nijenhuis · Peckedam · Warmelo
Huis Almelo · Backenhagen · Bellinckhof · Beugelskamp · Beverfeurde · Hof te Boekelo · Borgbeuningen · Brecklenkamp · Huis Diepenheim · Dubbelink · Eeshof · Elsen · Everlo · Eversberg · Grimberg · Grotenhuis · Hagmeule · Heeckeren · Huis Hengelo · Herinckhave · Hoikink · Kevelham · Nijenhuis · Noorddeurningen · Oldemeule · Oldenhof · Olidam · Oosterhof · Huis te Ootmarsum · Pekkedam · Huis Saasveld · Scherpenzeel · Singraven · Stoevelaar · Twickel · Warmelo · Weemselo · Wegdam · Weldam · Weleveld · Westerflier · Woeste
Den Aalshorst · Den Alerdinck · Huis Almelo · Arkelstein · Averbergen · Azoelen · Backenhagen · Bellinckhof · Den Berg · Huis Bergentheim · Beugelskamp · Beverfeurde · Blankena · Hof te Boekelo · Borgbeuningen · Havezate Boskamp · Boxbergen · Havezate Brecklenkamp · Bredenhorst · Buckhorst · Campherbeek · Colckhof · Den Dam · Huis Diepenheim · Dingshof · Dubbelink · Kasteel Eerde · Egede · Havezate Elsen · Everlo · Landgoed Frieswijk · Glinthuis · Huis Gramsbergen · Grimberg · Grotenhuis · De Haere · Haerst · Hagmeule · Slot Hardenberg · Huis Heeckeren · Huis Hengelo · Herxen · Hofstede · Hogenhof · Hondeborg · Katenhorst · Kevelham · Kranenburg · De Kuile · Het Laar · Leemcule · Luttenberg · Mataram · Mennigjeshave · Nijenhuis (Diepenheim) · Nijenhuis (Olst-Wijhe) · Oldemeule · Olidam · Oosterhof · Huis te Ootmarsum · Den Ordel · Pekkedam · Pothof · Rande · Kasteel Rechteren · Het Reelaer · Rhaan · Rutenberg · Huis Saasveld · Havezate Schoonheten · Havezate Schuilenburg · Singraven · Stoevelaar · Kasteel Toutenburg · Twickel · Vechterweerd · Venebrugge · Kasteel Voorst · Warmelo · Wegdam · Weldam · Weleveld · Huis Werkeren · Westerflier · Wittenstein · Zuthem